# Gerhard Nordholt
Gerhard Nordholt (* 9. Oktober 1920 in Schüttorf, Grafschaft Bentheim; † 27. November 1994 in Emlichheim) war ein reformierter Theologe und als Landessuperintendent langjähriger geistlicher Leiter der Evangelisch-reformierten Kirche in Nordwestdeutschland (heute Teil der Evangelisch-reformierten Kirche) mit Sitz in Leer (Ostfriesland).

## Leben und Wirken
Gerhard Nordholt wurde als Sohn eines Webers geboren und wuchs im Kreis von sechs Geschwistern auf. Nach Abschluss der Mittelschule lernte er den Beruf eines Bankkaufmanns. Nach Krieg und Gefangenschaft besuchte er von 1946 bis 1949 die Prediger-Schule „Johanneum“ in Wuppertal-Barmen, machte 1949 das Abitur und studierte in Göttingen, Basel und Münster Theologie.
1954 promovierte Nordholt in Münster mit einer Arbeit über die Theologie Johannes Oekolampads zum Doktor der Theologie.
Nach Absolvierung der Theologischen Examina in Leer verbrachte er sein Vikariat in den Gemeinden Hinte, Westerhusen und Neermoor in Ostfriesland. Im Jahre 1955 wurde er Gemeindepastor in Neermoor und wechselte ein Jahr später auf eine Pfarrstelle in der reformierten Kirchengemeinde seiner Vaterstadt Schüttorf in der Grafschaft Bentheim.
Im Jahre 1963 wurde Gerhard Nordholt in der Nachfolge von Walter Herrenbrück senior zum Landessuperintendenten der Evangelisch-reformierten Kirche in Nordwestdeutschland gewählt. 1975 wiedergewählt, blieb Nordholt in diesem Amt, bis er es 1987 an seinen Nachfolger Walter Herrenbrück junior weitergab. Zu seinen besonderen Leistungen gehörte die Vorbereitung der Fusion seiner Kirche mit der Evangelisch-reformierten Kirche in Bayern und der Abschluss eines Kirchenvertrags mit der Bundesrepublik Deutschland.
Seinen Ruhestand verlebte Nordholt in Bad Bentheim und in Emlichheim. Seine Grabstätte fand er in seiner Vaterstadt Schüttorf.

## Andere Funktionen und Tätigkeiten
Als Landessuperintendent war Nordholt viele Jahre Mitglied im Moderamen des Reformierten Bundes. Äußerst engagiert beteiligte er sich an der Erarbeitung der Leuenberger Konkordie im Jahre 1973. Ebenso wirkte er am Verständigungsprozess zwischen der katholischen Kirche und den evangelischen Landeskirchen mit, der nach 1980 einsetzte.
Gerhard Nordholt wurde über seine Kirche hinaus bekannt durch seine Mitwirkung bei der Erklärung des Moderamens des Reformierten Bundes über Das Bekenntnis zu Jesus Christus und die Friedensverantwortung der Kirche im Rahmen der allgemeinpolitischen Nachrüstungsdebatte in den beginnenden 1980er-Jahren.

## Publikationen
- Die zum Katechismus gehörende Gestalt der Gemeinde und des Gottesdienstes, 1963
- "Warum nicht Theologie?" Informationen über Theologie als Studium und Beruf, 1968
- Die Evangelisch-reformierte Kirche in Nordwestdeutschland hundert Jahre unterwegs im wandernden Gottesvolk des Alten und des Neuen Bundes, 1982
- Calvins Weg nach Genf
- Die Entstehung der "Evangelisch-reformierten Kirche der Provinz Hannover", 1982